# Wereldkampioenschap schaken 1985

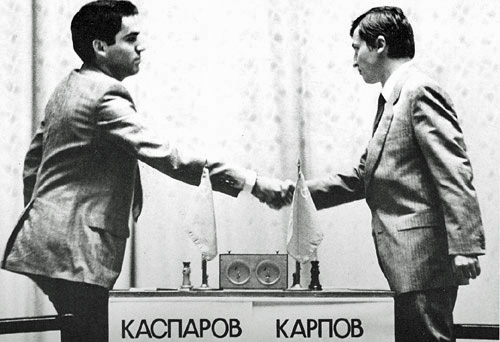
Kasparov (links) en Karpov (rechts)

Het wereldkampioenschap schaken 1985 was een match van 24 partijen, die werd gespeeld van 3 september t/m 9 november 1985 in Moskou door titelverdediger Anatoli Karpov en Garri Kasparov. 
Het was een doorstart van het wereldkampioenschap schaken 1984, dat door FIDE-voorzitter Florencio Campomanes werd afgebroken. 
Bij gelijk eindigen van de match zou Karpov de wereldtitel behouden. 
Op het moment van de match had Karpov een Elo-rating van 2720 en Kasparov 2700.

## Matchverloop
Kasparov won de 1e partij maar door de 4e en 5e partij te winnen had Karpov na 5 partijen een punt voorsprong. 
Daarna won Kasparov de 11e, 16e en 19e partij waardoor hij op twee punten voorsprong kwam. Karpov won de 22e partij waardoor hij nog even kans maakte op titelprolongatie maar moest een onstuimige koningsaanval in de laatste partij met een nederlaag bekopen. 
Kasparov won dientengevolge de match met 13 - 11 en werd daarmee de 13e en op 22-jarige leeftijd jongste wereldkampioen schaken.